# Z46型駆逐艦
Z46型駆逐艦（Z46がたくちくかん、1936C型駆逐艦、Zerstörer 1936C）はナチス・ドイツ海軍（Kriegsmarine）が建造を予定していた駆逐艦である。
Z46型駆逐艦は、Z46、Z47、Z48、Z49、Z50の5隻を建造する予定であった。1942年から建造に着手する予定であったが工事が遅れ、5隻のうちZ46とZ47の2隻だけが1943年に起工されたが、2隻は進水することなく1945年に連合軍によって爆破、解体された。

## 開発
Z46型は、Z23型駆逐艦とZ35型駆逐艦の両方を改良することを目的としていた。船体の形状及び機関はこれまでの型とほぼ同一であったが、Z46型はSpähkreuzer（偵察巡洋艦もしくは捜索巡洋艦）で使用する予定であったタービンを採用し、推力を向上させる設計であった。
Z46型の最初の2隻、Z46とZ47は1941年10月8日に発注され後日に起工を予定していたが、資材不足により1942年に建造が中止され、1943年に改めて起工された。航空機の襲撃による損傷、資材供給の遅れ、銅の不足などにより、2隻の建造は大きく遅れ、竣工には及ばなかった。他の3隻、Z48、Z49、およびZ50は1943年6月12日に発注されたが、起工されなかった。また、起工されたZ46及びZ47は1945年に連合軍によって爆破、解体された。

## 同型艦
| 艦名 | 発注          | 起工     | 進水     | 就役     | 備考                             |
| ---- | ------------- | -------- | -------- | -------- | -------------------------------- |
| Z46  | 1941年10月8日 | 1943年   | 進水せず | 就役せず | 1945年に連合軍によって爆破、解体 |
| Z47  | 1941年10月8日 | 1943年   | 進水せず | 就役せず | 1945年に連合軍によって爆破、解体 |
| Z48  | 1943年6月12日 | 起工せず | 進水せず | 就役せず | -                                |
| Z49  | 1943年6月12日 | 起工せず | 進水せず | 就役せず | -                                |
| Z50  | 1943年6月12日 | 起工せず | 進水せず | 就役せず | -                                |